# 劉昊 (天順進士)
劉昊（1435年—？），字孟元，湖廣衡州府衡陽縣人，明朝政治人物。進士出身。

## 生平
湖廣鄉試第一百四名。天順元年（1457年）丁丑科會試第一百二十七名，殿試登進士第三甲第一百八十八名。

## 家族
曾祖劉漢良。祖父劉潮彰。父亲劉佑，曾任推官。